# Palasport di Genova
Il palasport di Genova, noto anche come palazzetto dello sport, è un'arena coperta italiana, situata presso la Fiera di Genova.

## Storia
A cavallo fra gli anni Cinquanta e Sessanta del Novecento, il comune di Genova decise di indire un concorso per la costruzione di una grande areana sportiva che fosse in grado di ospitare competizioni sportive, concerti ed eventi di rilievo internazionale. Il concorso fu vinto ex aequo dal Gruppo Studio Palsport, composto da Franco Sironi, Leo Finzi, Remo Pagani e Lorenzo Martinoia, e da quello costituito da Luigi Carlo Daneri e Pier Luigi Nervi. Infine fu scelto il progetto del Gruppo Studio Palasport e fu edificato tra il 1961 e il 1963, sotto la supervisione del CONI. È stata la prima grande tensostruttura realizzata in Europa e, all'epoca, fra i più grandi e moderni impianti coperti dedicati allo sport. Nel corso della sua storia è stato utilizzato per eventi sportivi, congressi e concerti.
Nel 1983 la struttura ospitò l'unica edizione indoor del Superbowl italiano di motocross.
In ambito sportivo, gli eventi più importanti che hanno avuto sede nel palasport di Genova sono stati i Campionati europei di atletica leggera indoor 1992, le finali della World League di pallavolo 1992, diverse gare di motocross e, negli anni settanta, le partite casalinghe della società di pallacanestro genovese Athletic Genova. Dal 1970 al 2008 ha ospitato ventidue edizioni dei campionati italiani indoor di atletica leggera.
Per quanto riguarda i concerti, il palasport ha ospitato le esibizioni musicali dei Beatles, dei Rolling Stones, dei Kiss,, The Clash, Ultravox, dei Rockets tre volte e di Peter Gabriel, Elton John,  Jethro Tull, Luciano Pavarotti, Frank Zappa, Iron Maiden, America, Santana, Eric Clapton, Emerson, Lake & Palmer, Deep Purple, Joni Mitchell, Mike Oldfield, Spandau Ballet, Frank Sinatra e Europe, Neil Young e, più volte, dei Pooh e di Vasco Rossi. 
Fra le rassegne internazionali ospitate al Palasport vi sono il Salone Nautico e l'Euroflora, evento dedicato alla floricoltura, ospitato dalla prima edizione del 1966 sino al 2011, ogni cinque anni per un totale di dieci edizioni, e poi provvisoriamente ospitato presso i parchi di Nervi.
Nel 2019 il palasport è stato acquistato dalla società immobiliare CDS Holding per 14 milioni di euro, inserendolo nell'ampio progetto di trasformazione urbana della costa del capoluogo, noto col nome di Waterfront di Levante. Nel 2021 sono iniziati i lavori per la sua ristrutturazione, secondo un progetto firmato da Renzo Piano.
La nuova struttura ha visto una prima inaugurazione l'8 luglio 2024. L'arena ristrutturata, con un'area di circa cinquemila metri quadrati, e una capienza di 5 mila spettatori. ha assunto una funzione polifunzionale, modellabile per cambiare configurazione in base agli eventi ospitati.

## Caratteristiche
La struttura originale ospitava circa 15.000 spettatori su tre piani, con un diametro di 160 metri, due gallerie, e una superficie espositiva di circa 31.000 m², che lo rendeva tra le più grandi strutture coperte dedicate allo sport in Italia.

## Galleria d'immagini

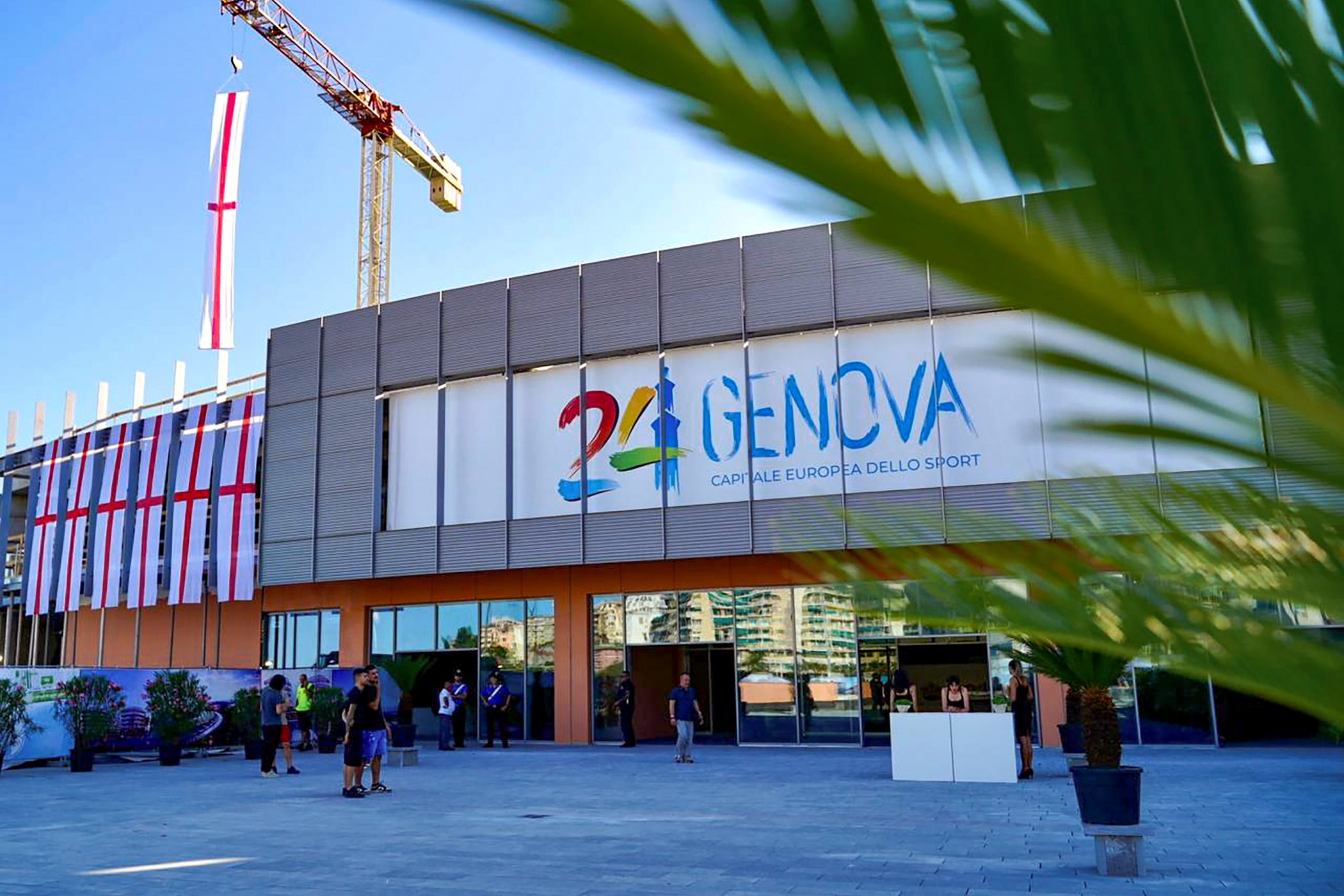
Esterni del Palasport nel 2024
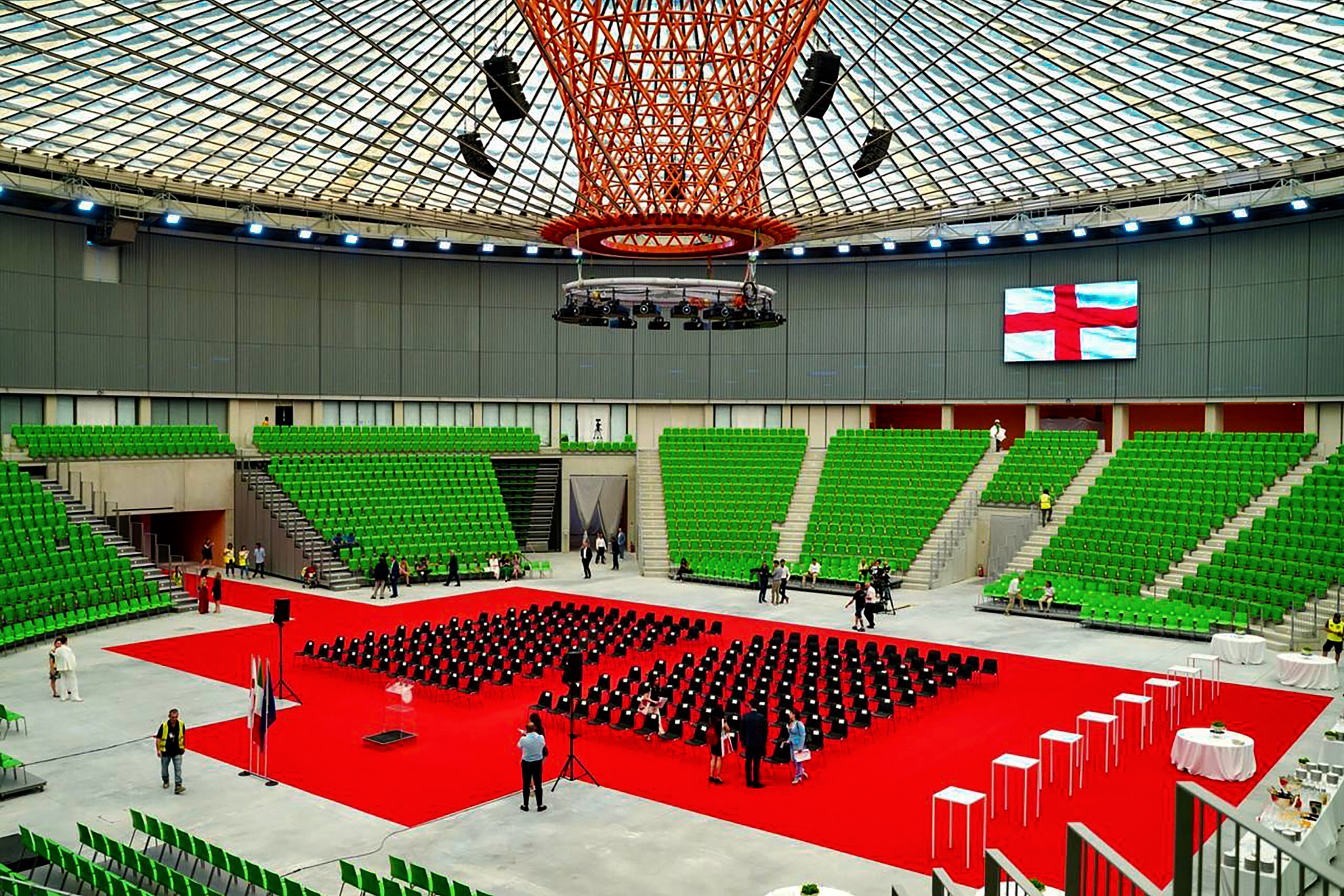
Gli spalti dopo la ristrutturazione del 2024
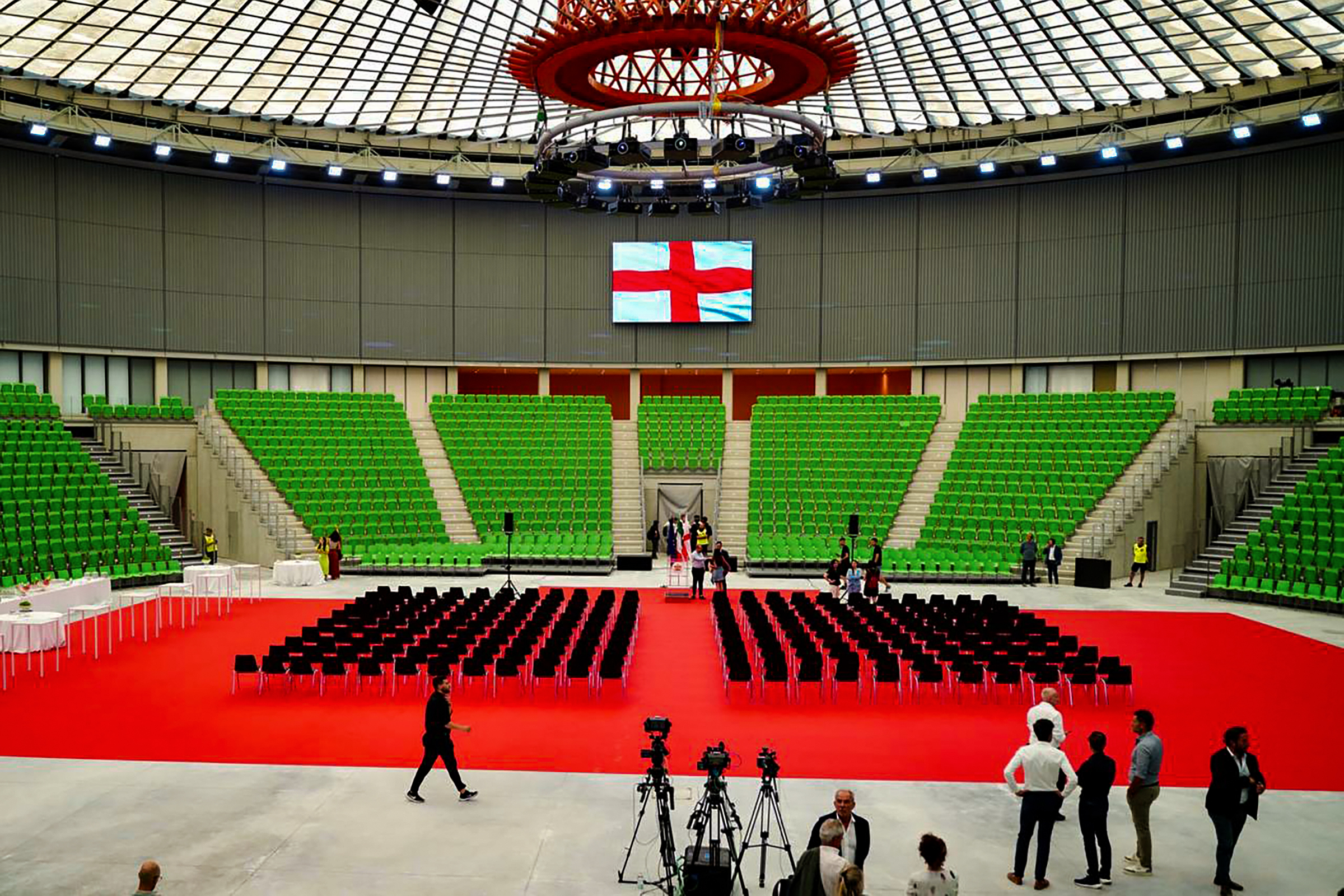
Gli spalti dopo la ristrutturazione del 2024
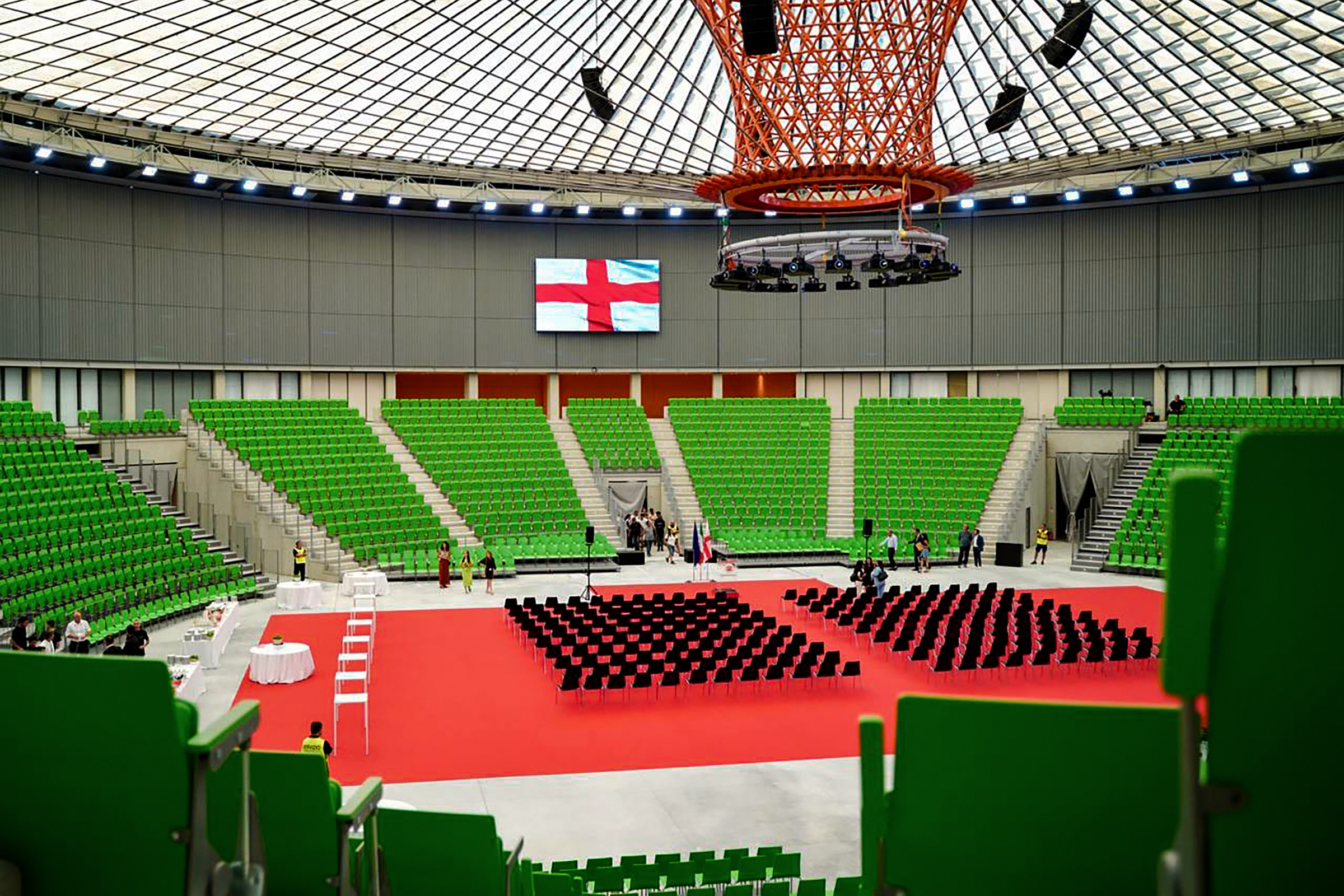
Gli spalti dopo la ristrutturazione del 2024
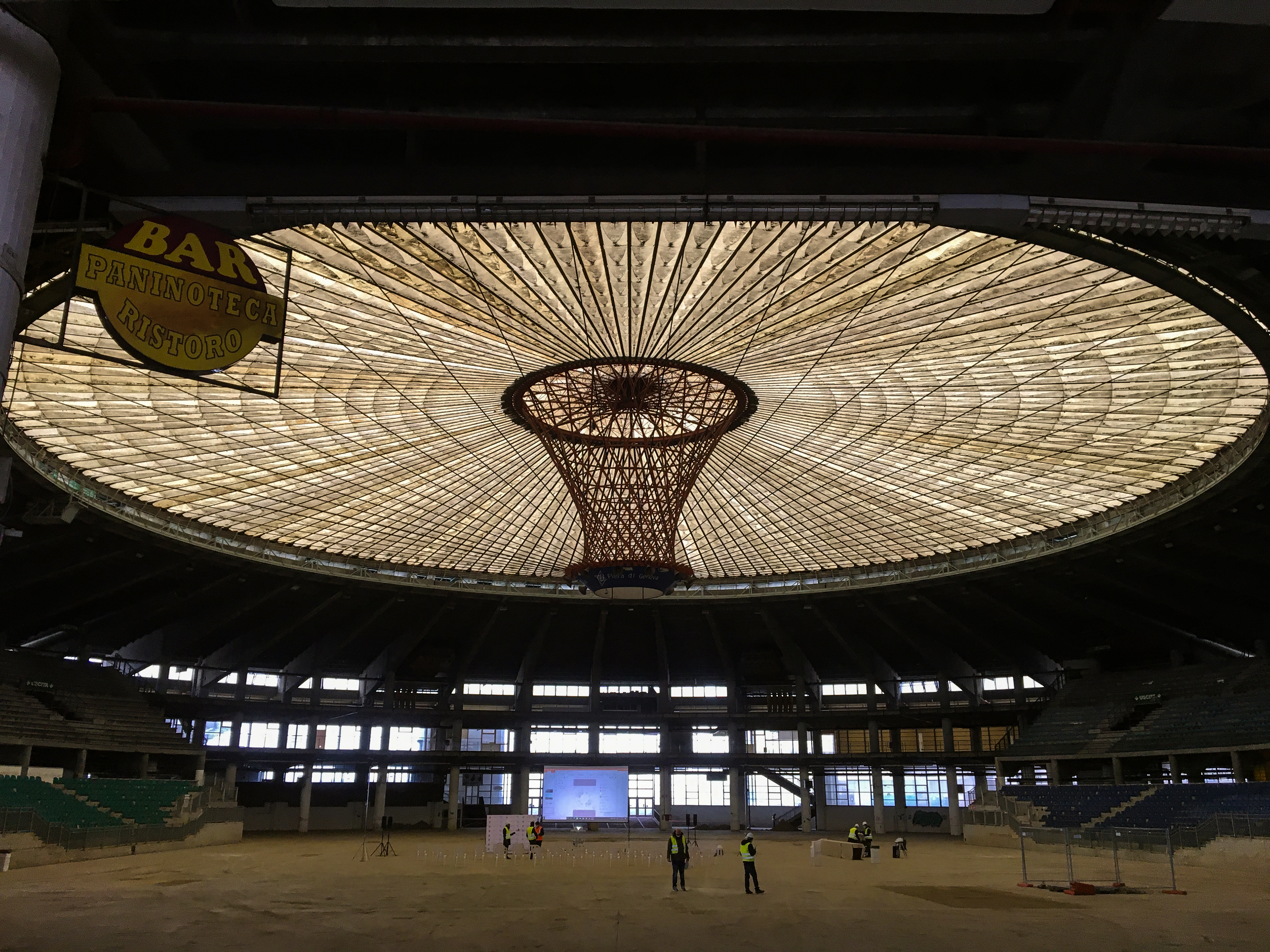
Il caratteristico soffitto della struttura
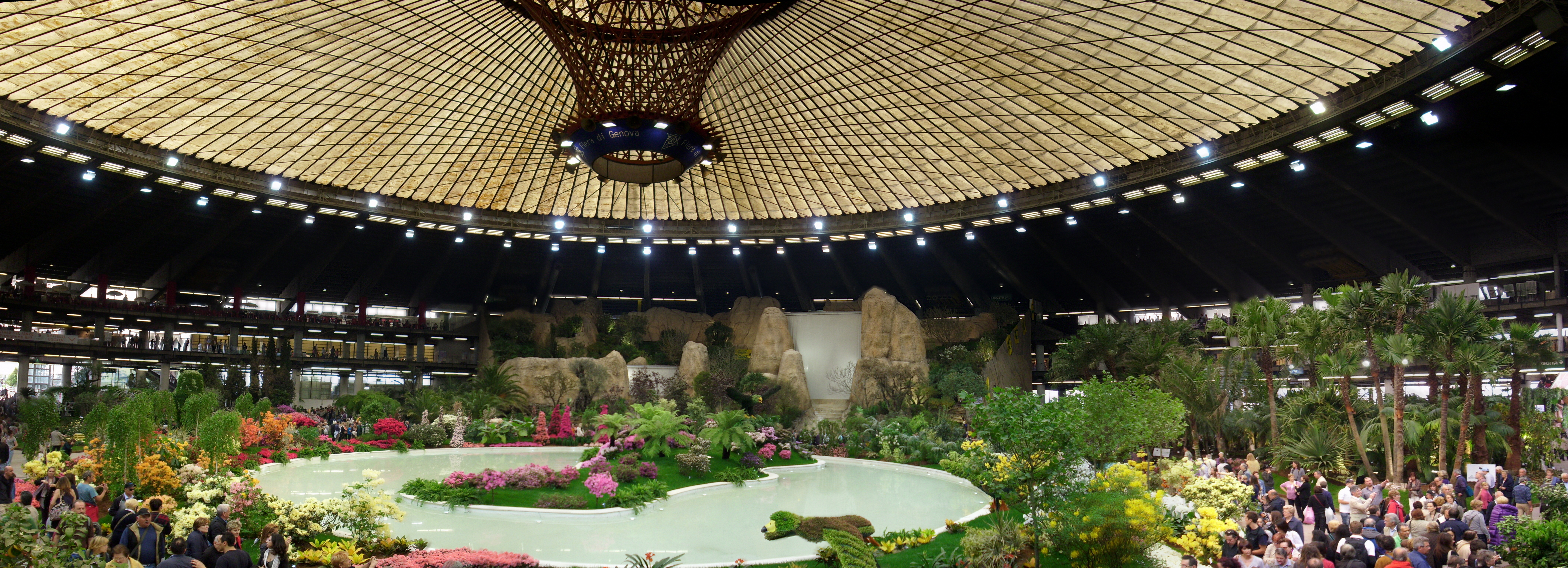
Gli interni durante Euroflora 2011
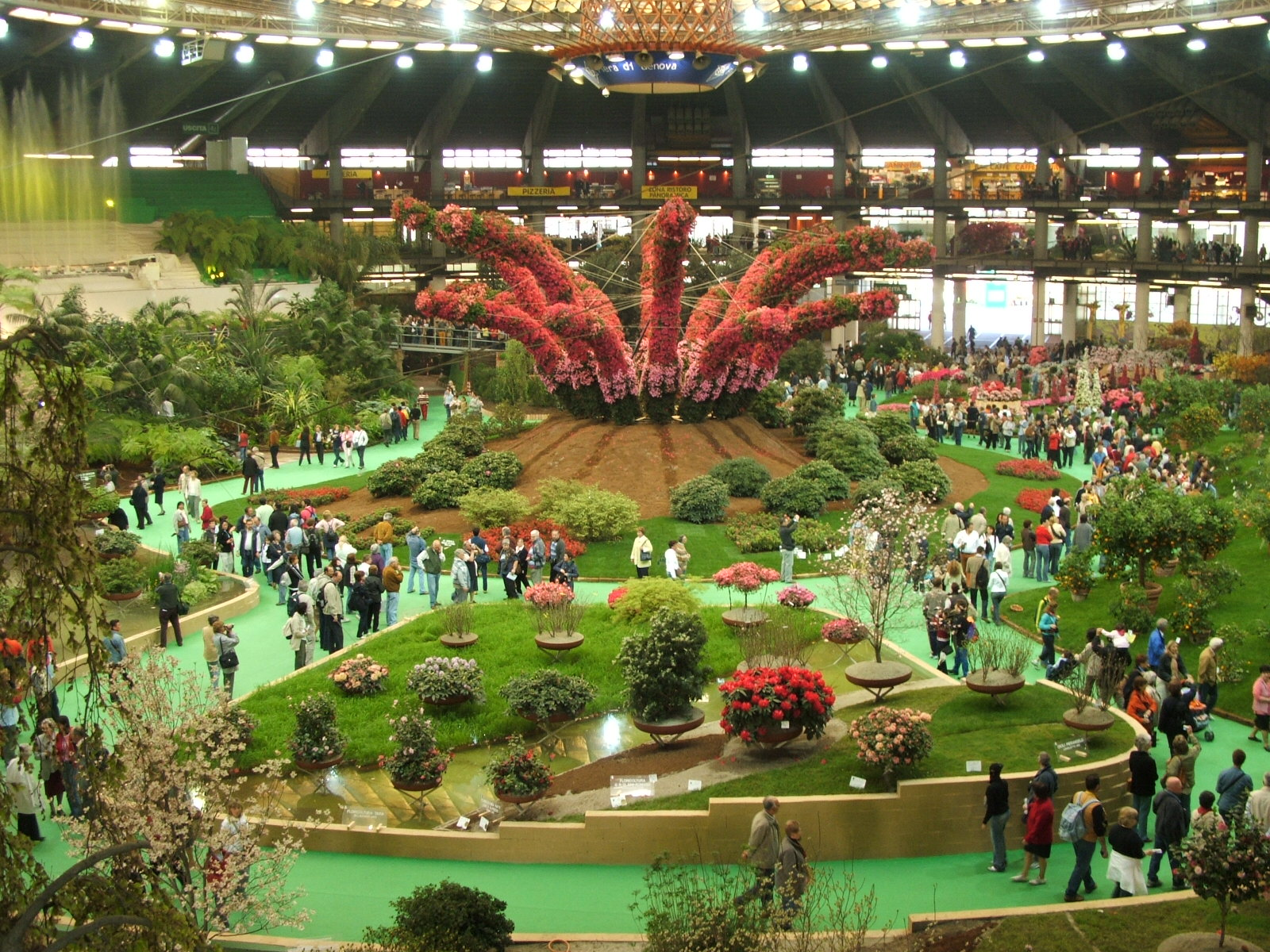
Gli interni durante Euroflora 2006
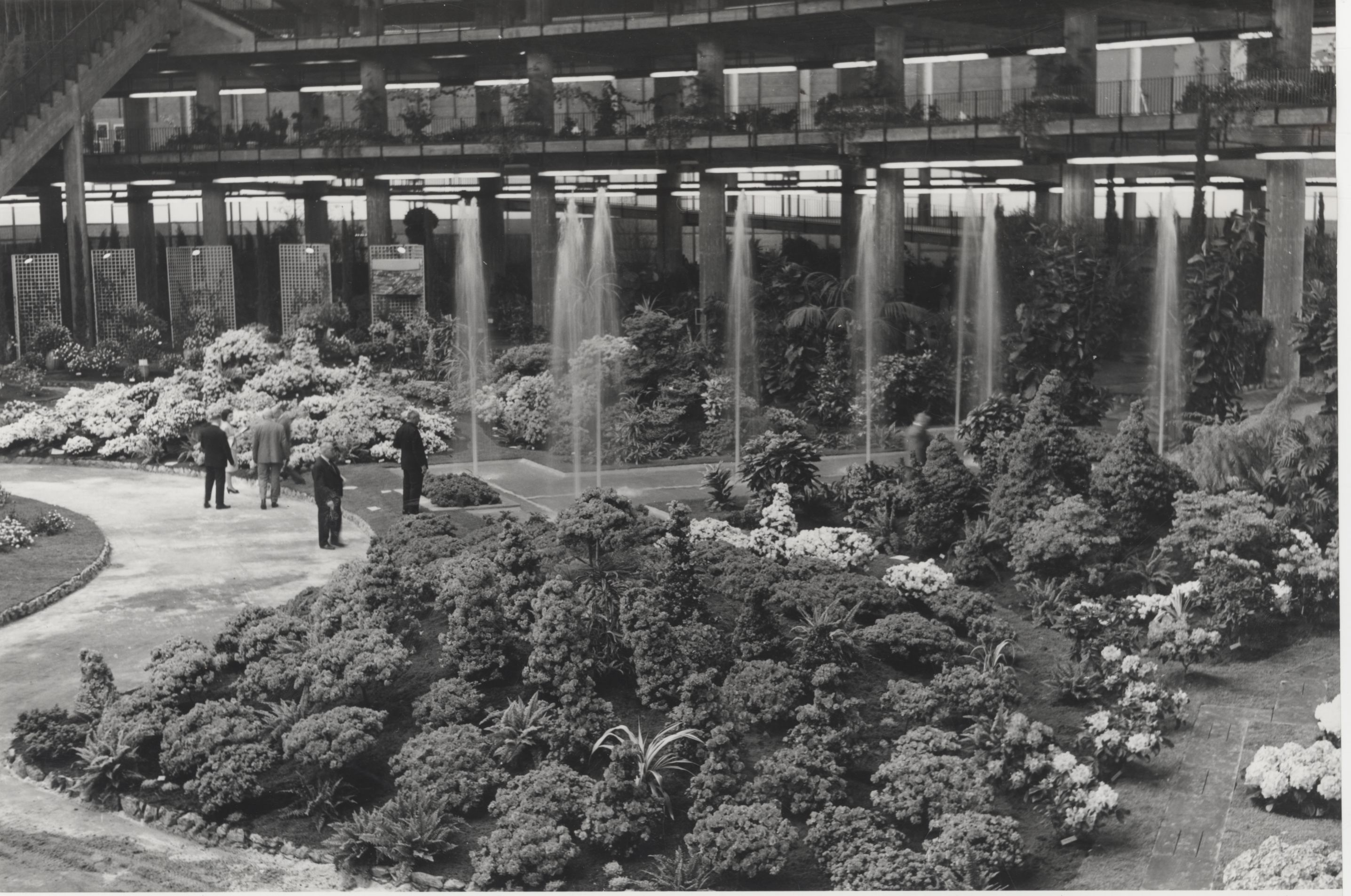
Gli interni durante Euroflora 1966
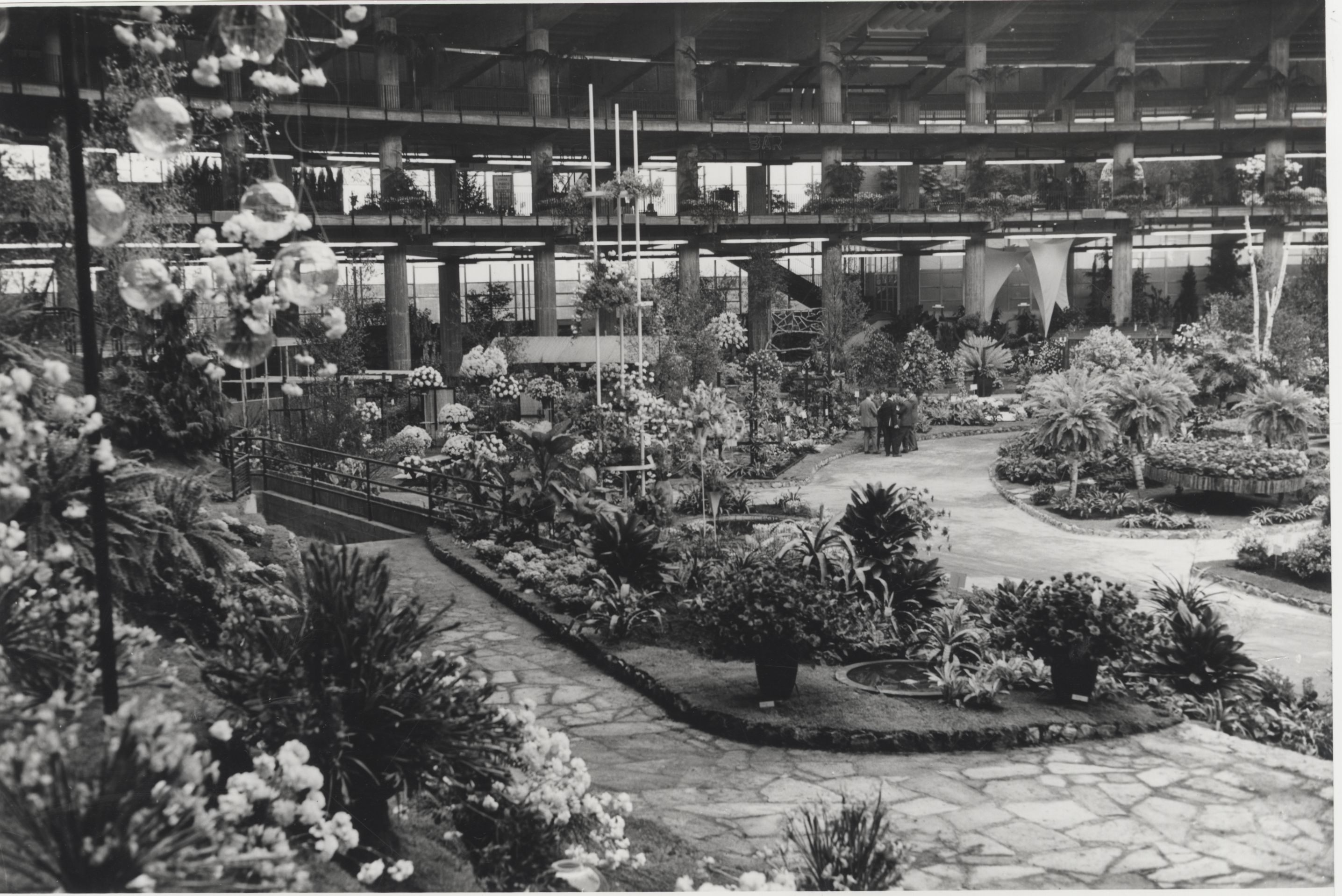
Gli interni durante Euroflora 1966
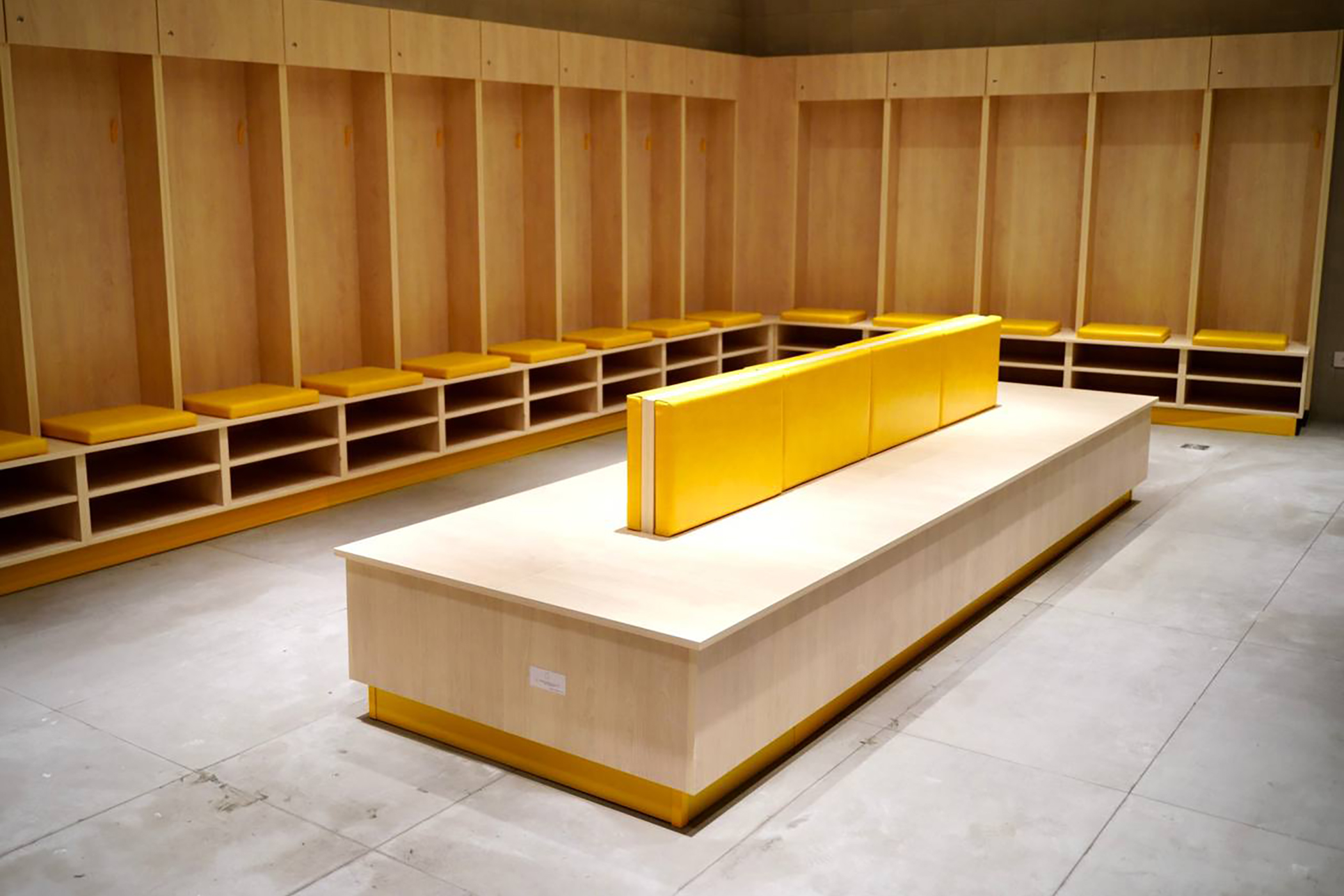
Uno degli spogliatoi dell'impianto sportivo
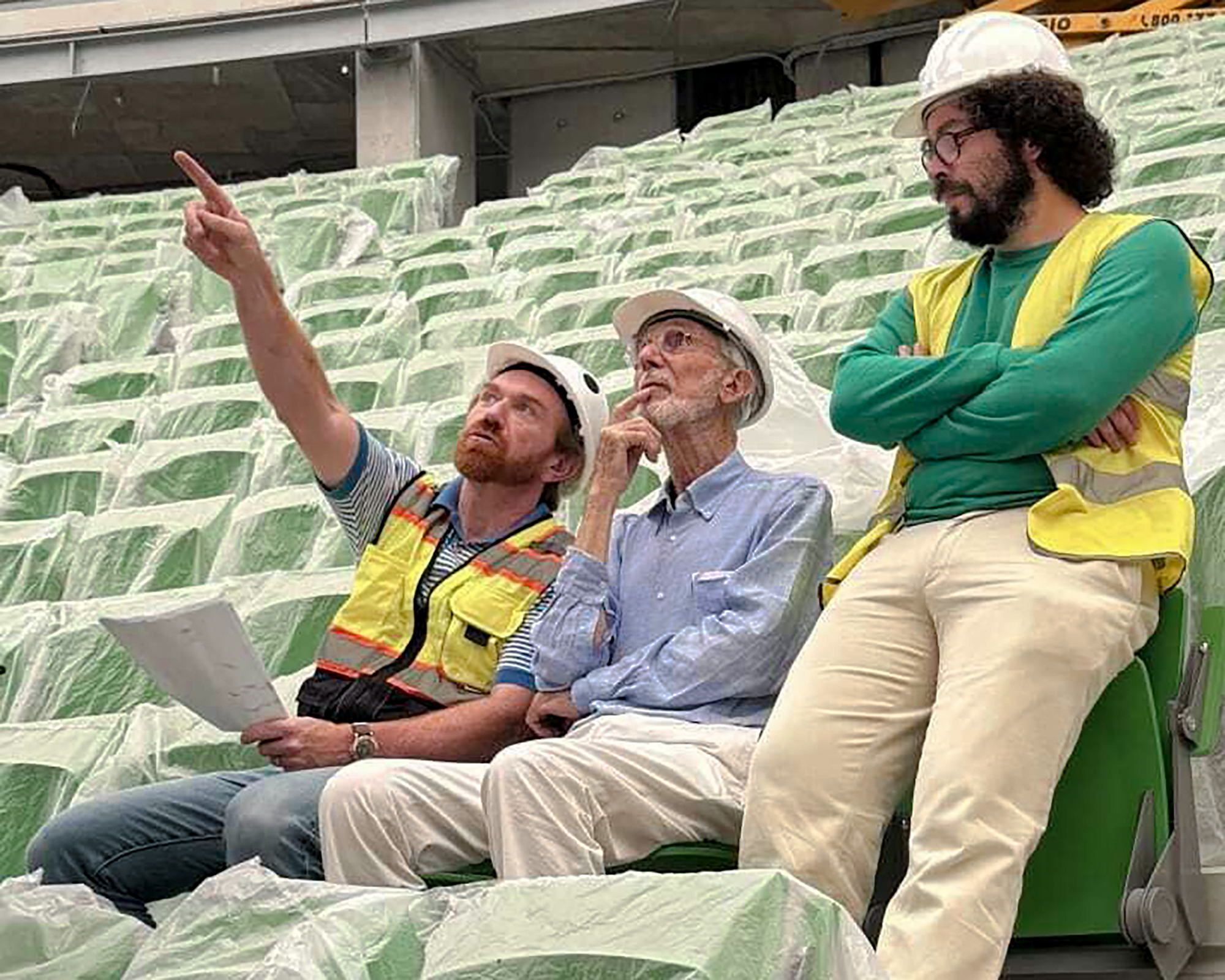
Renzo Piano in visita durante la ristrutturazione